# Faculté de médecine vétérinaire de l'Université de Montréal
La Faculté de médecine vétérinaire de l'Université de Montréal est un établissement d'enseignement de médecine vétérinaire, fondé en 1886, et situé dans la ville de Saint-Hyacinthe au Québec. Elle fait partie des cinq écoles vétérinaires du Canada et se trouve être l'unique université francophone à l'échelle nationale et à l'échelle continentale à dispenser des cours de médecine vétérinaire.

## Histoire
La faculté dispense des services d’enseignement et de recherche en santé animale, en technologies agroalimentaires et en santé publique depuis sa fondation, en tant que centre de formation agronomique et vétérinaire, en 1886 à Oka. À ses débuts, elle est en partie financée par le ministère de l’Agriculture du Québec et gérée par les Trappistes. En 1947, elle s’installe dans la région de Saint-Hyacinthe, en Montérégie, et devient officiellement affiliée à l’Université de Montréal en 1969. Depuis 1970, la Faculté participe à des activités de coopérations internationales afin de sensibiliser la communauté universitaire aux enjeux internationaux et de renforcer les capacités internationales en santé publique vétérinaire. Ce partenariat s'effectue en collaboration avec des institutions argentines, mexicaines et tunisiennes.

## Enseignement
La Faculté de médecine vétérinaire délivre à ses étudiants un doctorat professionnel en médecine vétérinaire, propose également un certificat de premier cycle en technologie et innocuité des aliments, ainsi que des microprogrammes en santé publique animale.
Elle est accréditée par l’American Veterinary Medical Association  et chapeaute le Centre hospitalier universitaire vétérinaire (CHUV).
Les étudiants de la Faculté de médecine vétérinaire sont tous réunis au sein de l'Association des étudiants en médecine vétérinaire du Québec (AEMVQ).

## Liste des doyens
Le tableau ci-dessous dresse la liste des doyens de la Faculté de médecine vétérinaire de l'Université de Montréal.
| Nom               | Nomination      | Début du mandat | Fin du mandat |
| ----------------- | --------------- | --------------- | ------------- |
| Ephrem Jacques    |                 | 1968            | 1977          |
| Guy Cousineau     |                 | 1977            | 1981          |
| Raymond S. Roy    |                 | 1981            | 1989          |
| Serge Larivière   |                 | 1989            | 1997          |
| Raymond S. Roy    |                 | 1997            | 2005          |
| Jean Sirois       |                 | 2005            | 2009          |
| Michel Carrier    |                 | 2010            | mai 2018      |
| Christine Theoret | 24 janvier 2018 | 1er juin 2018   |               |